# 44-я армия (СССР)
44-я армия РККА — оперативное войсковое объединение (общевойсковая армия) в составе Рабоче-крестьянской Красной Армии во время Великой Отечественной войны. Входила в состав Закавказского фронта. Принимала участие в Керченско-Федосийской десантной операции.

## Формирование и Иранская операция
Управление армии сформировано в июле 1941 года в Закавказском военном округе на базе управления 40-го стрелкового корпуса, прикрывавшего государственную границу с Ираном. Первоначально в состав армии вошли 20-я и 77-я горнострелковые и 17-я кавалерийская дивизии.
В августе-сентябре 1941 года 44-я армия участвовала в Иранской операции (Иранском походе), захватив, в частности, города Пехлеви и Решт.
После Иранской операции управление армии без войск передислоцировано в район Махачкалы, где в состав армии вошли новые соединения и части.

## Состав

Памятник разведчикам 44 армии на старом городском кладбище города Светлограда, надпись на памятнике гласит: «Воинам разведчикам, погибшим 19 января 1943 при освобождении с. Петровского. Вечная Слава павшим за Родину». (фото 2011 года)

- 157-я, 236-я, 345-я, 404-я и 416-я стрелковые дивизии
- 9-я и 63-я горнострелковые дивизии;
- 74-я бригада морской пехоты

Из их числа 345-я, 404-я, 416-я дивизии и 74-я бригада были сформированы осенью 1941 года.

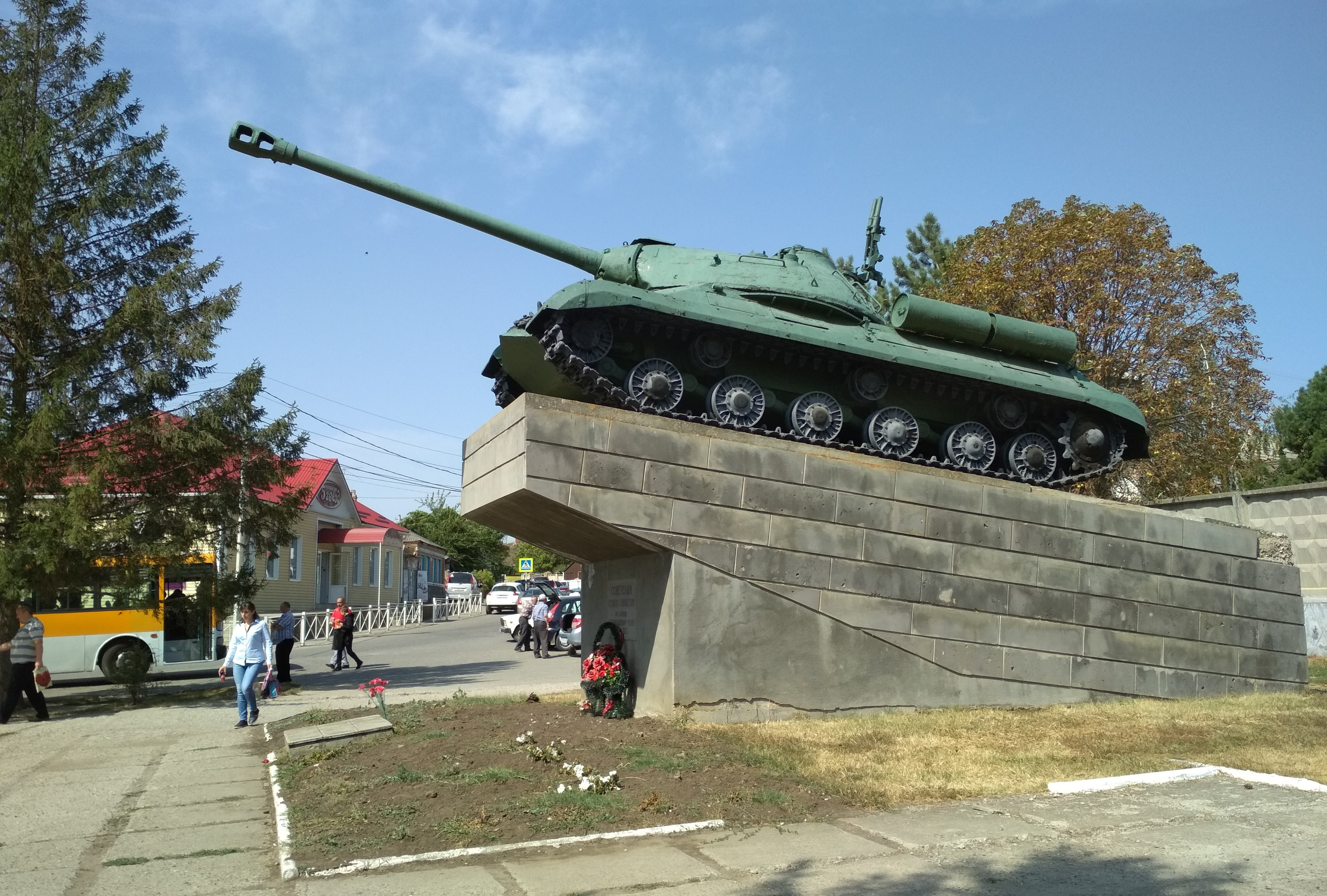
Танк ИС-3 в селе Александровское
Ставропольского края установлен в честь воинов 44-й армии освободивших Александровский район от фашистов

## Боевой путь
26 декабря 1941 — 2 января 1942: Керченско-Феодосийская десантная операция. Цель операции — деблокирование осаждённого Севастополя и освобождение Крыма.
15 января 1942 года немецко-румынские войска перешли в наступление. В полосе 44-й армии ситуация сложилась критически для советских войск. Крайне удачной для противника оказалась артиллерийская подготовка и авиационный налёт, предшествующий наступлению. Уже в первый час под артналёт попал штаб 44-й армии, в результате чего был тяжело ранен командующий 44-й армией генерал-майор А. Н. Первушин, контужен начальник штаба армии С. Е. Рождественский, убит член военного совета армии А. Г. Комиссаров. Командование взял на себя генерал И. Ф. Дашичев. К середине дня оборона армии на её стыке с 51-й армией, где оборонялась 63-я горнострелковая дивизия была прорвана, немецко-румынские части вышли к побережью Чёрного моря и 44-я армия была окружена в Феодосии. В окружение попали 63-я горнострелковая дивизия, 236-я стрелковая дивизия и 157-я стрелковая дивизия, 404-я стрелковая дивизия. 17 января 1942 года силами 51-й армии были начаты контратаки, но они проводились сравнительно ограниченными силами, поскольку армия отбивалась и на своём участке. В бой были введены необстрелянные 390-я и 396-я национальные стрелковые дивизии, обе неполного состава. Кольцо окружения прорвать не удалось, но отдельные подразделения (63-й горнострелковой и 157-й стрелковой дивизий, штаб 236-й стрелковой дивизии) сумели вырваться. Бои в Феодосии продолжались до 18 января 1942 года. Разгром 44-й армии поставил в тяжёлое положение 51-ю армию, и тогда был отдан приказ об отводе войск на Ак-Монайский перешеек, где были в основном подготовлены позиции.
Май 1942: Операция «Охота на дроф» (Trappenjagd). Операция закончилась поражением советских войск. 44-я армия понесла тяжёлые потери.
Остатки войск армии были эвакуированы на Таманский полуостров, где в последующие месяцы армия была восстановлена. С лета 1942 года она участвовала в оборонительном этапе битвы за Кавказ. Попытки армии наступать в ноябре—декабре 1942 года оказались безуспешными.
24 января 1943 г. армия была включена в состав Северо-Кавказского фронта 2-го формирования,
C 6 февраля 1943 года в составе Южного фронта 2-го формирования (с 20 октября 1943 — 4-й Украинский фронт).
Ростовская наступательная операция
Миусская наступательная операция
Донбасская наступательная операция
10 сентября 1943 года Мариуполь был освобождён от оккупантов войсками 44-й армии Южного фронта и морским десантом Азовской военной флотилии.
Мелитопольская наступательная операция

## Командующие
- генерал-майор Хадеев, Александр Александрович: бывший командир 40-го стрелкового корпуса, с начала формирования до декабря 1941 года;
- генерал-майор А. Н. Первушин, с декабря 1941 по 15 января 1942 (16 января 1942 г. А. Н. Первушин был тяжело ранен и после лечения признан ограниченно годным к военной службе)[2].
- генерал-майор И. Ф. Дашичев, с 16 по 21 января 1942 г. (в связи с большими потерями во время отхода 44-й армии, её командующий И. Ф. Дашичев был обвинён в потере управления войсками и 21 января 1942 г. арестован, судим, помилован, понижен в звании)[3].
- полковник С. Е. Рождественский: с 21 января по 11 февраля 1942 г.;
- генерал-лейтенант С. И. Черняк, с 8 февраля по 29 мая 1942 г. (за поражение в Крыму С. И. Черняк директивой Ставки 29 мая 1942 г. освобождён от должности понижен в звании до полковника)[4].
- генерал-майор Петров, Иван Ефимович: с августа по октябрь 1942 года
- генерал-майор Мельник, Кондрат Семёнович: октябрь 1942 года
- генерал-майор Котов, Григорий Петрович: в октябре-декабре 1942 года исполнял должность командующего армией;
- генерал-лейтенант В. А. Хоменко, с 21 ноября 1942 по 9 ноября 1943 (9 ноября В. А. Хоменко погиб.[5]

### Гибель командующего 44-й армиейВ. А. Хоменко
6 ноября 1943 года командующий 44-й армией В. А. Хоменко погиб либо попал в плен к немцам. Об обстоятельствах его гибели есть несколько противоречивых свидетельств.
- Официальная версия событий на настоящий момент звучит так:

«В конце октября армия была выведена в резерв фронта, затем перегруппирована в район северо-восточнее Каховки, где обороняла рубеж Завадовка, Каховка, Британы. 9 ноября машина, в которой находился В. А. Хоменко, при подъезде к передней линии обороны противника подверглась обстрелу, в результате которого он был убит»

- Маршал С. С. Бирюзов вспоминает об этом эпизоде следующее:

Но в тот самый момент, когда в Москве гремел салют в честь освобождения Киева, а у нас повсеместно проходили праздничные митинги, радость наша была омрачена неожиданной вестью из-под Никополя. Там трагически погибли два боевых генерала — командующий 44-й армией Василий Афанасьевич Хоменко и командующий артиллерией той же армии С. А. Бобков.
А произошло это так. У командарма появилось желание посоветоваться по поводу предстоящих боёв за Никополь со своими командирами корпусов И. А. Рубанюком и П. К. Кошевым Прихватив с собой С. А. Бобкова, Василий Афанасьевич направился сначала на КП генерала Рубанюка. Туда они добрались вполне благополучно, довольно быстро обсудили все вопросы и отбыли в 63-й стрелковый корпус.
Хоменко сам вёл автомашину. Бобков сидел с ним рядом. Позади следовали ещё две автомашины: одна с охраной, другая с радиостанцией «Север». В кузове последней находились офицер и радист.
В то время войска 44-й армии только ещё занимали свои новые позиции под Никополем. Сплошного фронта там не было. К командному пункту 63-го стрелкового корпуса вели три дороги. Но одна из них шла через расположение войск противника. Генерал Хоменко ошибся в ориентировке и попал как раз на эту дорогу. Гитлеровцы подпустили нежданных «гостей» на близкое расстояние и открыли по ним огонь почти в упор. Чудом удалось спастись лишь одной машине, двигавшейся последней. Тяжело раненные офицер и радист, сохранив документы, вернулись в штаб корпуса.
Как только стало известно об этом, Ф. И. Толбухин приказал 44-й армии немедленно атаковать противника и попытаться вызволить из беды наших генералов. Однако атака успеха не имела. Спасти тт. Хоменко, Бобкова и всех, кто сопровождал их, не удалось.
Гитлеровцы потом сочиняли небылицы, писали в своих листовках, что советские генералы добровольно перешли на сторону врага. Никто из нас этому не верил. Мы отлично знали, что такие, как Хоменко и Бобков, живыми врагу не сдадутся.
Однако сам по себе случай был крайне неприятным. Командующий армией заблудился в расположении своих частей и по ошибке заехал — к противнику!
Верховный Главнокомандующий распорядился о расформировании управления 44-й армии и немедленной передаче её войск в другие объединения фронта. А заодно на нас обрушились и иные немилости со стороны И. В Сталина.

- Д. А. Волкогонов цитирует выдержки из директивы Сталина, посвящённой этому эпизоду:

6 ноября командующий 44-й армией генерал-лейтенант Хоменко и командующий артиллерией той же армии генерал-майор Бобков при выезде в штабы корпусов потеряли ориентировку, попали в район расположения противника, при столкновении с которым в машине, управляемой лично Хоменко, заглох мотор и эти лица также были захвачены немцами со всеми находящимися при них документами. Этот позорный случай произошёл несмотря на предупреждение командира 10 гв. ск генерал-майора Рубанюка о том, что Хоменко и лица, его сопровождающие, поехали не по той дороге. На сделанное ему предупреждение, Хоменко самоуверенно ответил: «Вы меня не учите, я умею читать карту» и продолжал движение в сторону противника.
Командующим войсками фронтов и отдельных армий, представителям Ставки:
1. Запретить выезд командующих армиями, командиров корпусов и лиц высшего командного состава им соответствующих в передовую линию войск без организованной по пути движения разведки и охраны в 2—3 бронемашины или танка.
2. При выезде в войска, от штаба корпуса и ниже, не брать с собой никаких оперативных документов, за исключением чистой карты района поездки.
3. Беспрекословно выполнять все требования регулировщиков.
4. Запретить высшему начальствующему составу личное управление автомашинами.
5. Возложить ответственность за точное выполнение настоящей директивы лично на командующих фронтами и отдельными армиями. В случае нарушения настоящей директивы командующий фронтом лично будет привлечен к ответственности.
7 ноября 1943 года И. Сталин

Согласно исследованию башкирского историка Багаутдинова Айрата Маратовича, который проанализировал документы советских воинских частей и журналы боевых действий вермахта, 6 ноября 1943 года в 18 часов командующий советской 44-й армии генерал-лейтенант Хоменко Василий Афанасьевич сам сел за руль джипа и выехал вместе с командующим артиллерии 44-й армии генерал-майором Бобковым Семеном Алексеевичем в штабы корпусов для дачи указаний. В пути из штаба 10-го гвардейского стрелкового корпуса (Марьинск) в штаб 63-го стрелкового корпуса (Веселое), потеряв ориентировку, оказался на территории, занятой противником в районе балки Каменка, курган Горила. При пересечении немецкого переднего края немцы открыли шквальный огонь. Согласно немецким документам два генерала и сопровождающие их офицеры и солдаты были убиты сразу. В немецкий в плен попал только один раненный советский лейтенант.
В советских документах отмечено, что удалось выжить и вернуться к своим шоферу грузовой автомашины сопровождения и капитану шифровальной службы Душкину, который получил два ранения. Срочно принятые меры розыска путем захвата района балки Жидивска, балка Каменка, мог. Горила силами 108-й гвардейской стрелковой дивизии и танковым взводом роты охраны штаба 44-й армии желаемого результата не дали.
В монографии Багаутдинова А. М. «Боевой путь Героя Советского Союза Минигали Губайдуллина» впервые опубликованы две оперативные карты генерала Хоменко В.А, которые были захвачены немцами 6 ноября 1943 года. Одна карта от 4 ноября, а вторая от 5 ноября 1943 года.

## Начальники штаба
- Рождественский, Серафим Евгеньевич
- Селюков, Сергей Николаевич
- Хрящев, Андрей Алексеевич
- Соколов, Юрий Иванович
- Кашкин, Анатолий Михайлович
- Разуваев, Владимир Николаевич
- Кузнецов, Алексей Михайлович
- Боровик, Михаил Иванович
- Разуваев, Владимир Николаевич

## Члены Военного Совета
- Комиссаров, Антон Григорьевич
- Серюков, Александр Дмитриевич
- Уранов, Владимир Иванович